# Peter-Lukas Graf

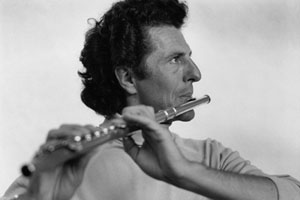
Peter-Lukas Graf in 1970

Peter-Lukas Graf (Zürich, 5 januari 1929) is een Zwitsers fluitist en dirigent.
Graf was een leerling van André Jaunet, en daarna studeerde hij aan het Conservatoire de Musique in Parijs, waar hij een eerste prijs won bij Marcel Moyse en Roger Cortot en ook afstudeerde als dirigent. Hij won verder de eerste prijs op het internationale muziekconcours van de ARD in München en de Bablock Prijs van de H. Cohen International Music Award in Londen. Hij is actief als fluitist in symfonieorkesten en als solist. Een aantal jaar werkte hij uitsluitend als dirigent voor symfonieorkesten en opera. Hij geeft les aan de Muziekacedemie van de stad Bazel sinds 1973. Verder geeft hij veel internationale masterclasses en is hij een veelgevraagd jurylid bij internationale concoursen.